# Lijst van gemeenten in Dâmbovița

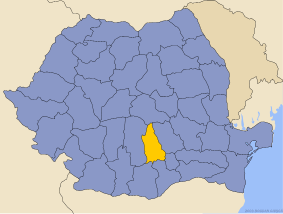
District Dâmbovița

Hier de lijst van gemeenten in het Roemeense district Dâmbovița:
1. Aninoasa (Dâmbovița)
2. Băleni (Dâmbovița)
3. Bărbulețu
4. Bezdead
5. Bilciurești
6. Brănești
7. Braniștea
8. Brezoaele
9. Buciumeni
10. Bucșani
11. Butimanu
12. Cândești
13. Ciocănești
14. Cobia
15. Cojasca
16. Comișani
17. Conțești
18. Corbii Mari
19. Cornățelu
20. Cornești
21. Costeștii din Vale
22. Crângurile
23. Crevedia
24. Dărmănești
25. Dobra (Dâmbovița)
26. Doicești
27. Dragodana
28. Dragomirești
29. Finta
30. Glodeni
31. Gura Foii
32. Gura Ocniței
33. Gura Șuții
34. Hulubești
35. I. L. Caragiale
36. Iedera
37. Lucieni
38. Ludești
39. Lungulețu
40. Malu cu Flori
41. Mănești
42. Mătăsaru
43. Mogoșani
44. Moroeni
45. Morteni
46. Moțăieni
47. Niculești
48. Nucet (Dâmbovița)
49. Ocnița (Dâmbovița)
50. Odobești
51. Petrești
52. Pietroșița
53. Poiana
54. Potlogi
55. Produlești
56. Pucheni
57. Răcari
58. Răzvad
59. Runcu (Dâmbovița)
60. Sălcioara
61. Șelaru
62. Slobozia Moară
63. Șotânga
64. Tărtășești
65. Tătărani
66. Uliești
67. Ulmi
68. Văcărești
69. Valea Lungă (Dâmbovița)
70. Valea Mare (Dâmbovița)
71. Văleni-Dâmbovița
72. Vârfuri
73. Vișina
74. Vișinești
75. Voinești
76. Vulcana-Băi

Aninoasa · Băleni · Bărbulețu · Bezdead · Bilciurești · Brănești · Braniștea · Brezoaele · Buciumeni · Bucșani · Butimanu · Cândești · Ciocănești · Cobia · Cojasca · Comișani · Conțești · Corbii Mari · Cornățelu · Cornești · Costeștii din Vale · Crângurile · Crevedia · Dărmănești · Dobra · Doicești · Dragodana · Dragomirești · Finta · Glodeni · Gura Foii · Gura Ocniței · Gura Șuții · Hulubești · I. L. Caragiale · Iedera · Lucieni · Ludești · Lungulețu · Malu cu Flori · Mănești · Mătăsaru · Mogoșani · Moroeni · Morteni · Moțăieni · Niculești · Nucet · Ocnița · Odobești · Petrești · Pietroșița · Poiana · Potlogi · Produlești · Pucheni · Răcari · Răzvad · Runcu · Sălcioara · Șelaru · Slobozia Moară · Șotânga · Tărtășești · Tătărani · Uliești · Ulmi · Văcărești · Valea Lungă · Valea Mare · Văleni-Dâmbovița · Vârfuri · Vișina · Vișinești · Voinești · Vulcana-Băi
Alba · Arad · Argeș · Bacău · Bihor · Bistrița-Năsăud · Botoșani · Brașov · Brăila · Buzău · Caraș-Severin · Călărași · Cluj · Constanța · Covasna · Dâmbovița · Dolj · Galaţi · Giurgiu · Gorj · Harghita · Hunedoara · Ialomița · Iași · Ilfov · Maramureș · Mehedinți · Mureș · Neamț · Olt · Prahova · Satu Mare · Sălaj · Sibiu · Suceava · Teleorman · Timiș · Tulcea · Vaslui · Vâlcea · Vrancea